# Simon de Heemsce
Simon et David de Heemsce, étaient des peintres, spécialistes du vitrail du XVIe, d'origine flamande. L'abbé Angot indique que Heemsce peut être interprété comme le nom de sa patrie d'origine et celui de
la ville où il aurait séjourné.
Il est aussi désigné sous le nom de de Hemsse, ou encore francisé sous le nom de Honnefleu. On retrouve encore comme orthographe de Hemste, de Hemstre, de Hamise. On nomme encore Simon, comme Maître Simon.

## Biographie

### Difficultés d'attribution
Les documents écrits relatifs aux travaux des peintres-vitriers ou à leurs personnes du XVIe siècle sont assez rares. Il en est de même pour Simon et David de Heemsce. Plusieurs des verrières dues à ces artistes et indiquées comme telles dans des documents historiques n'existent plus. Il est donc uniquement possible de faire porter une attribution probable à plusieurs de leurs réalisations.

### Atelier
Simon et David de Heemsce installent leur atelier au lieu-dit de la Bretonnière à Moulay à partir de 1543. David est peintre et assiste le travail de son frère comme vitrier. Ils y restent jusqu'en 1567.

### Réalisations
Simon de Heemsce exécute pour l'église de la Trinité de Laval deux verrières : une datée de 1543 sur une commande de François de Laval qui effectue un don pour l'une des chapelles  récemment bâtie, la seconde datée de 1556, pour la vitre de la chapelle de Notre-Dame-de-Pitié.
Il effectue aussi en 1539, ou plus tard, probablement, vers 1552, un travail important à exécuter : une série de 7 tableaux dans le réfectoire de l'église des Cordeliers de Laval. C'est l’œuvre la plus considérable exécutée par Simon dans le Comté de Laval qui sera détruite par les ravages du temps et un orage de grêle tombé à Laval le 23 août 1670.
David de Heemsce peint la scène de l'Annonciation sur la décoration d'une cassette de l'autel de la Vierge dans l'église de Notre-Dame de Mayenne en 1557. Pour la même église, la même année, Simon effectue des réparations sur les vitraux de la Résurrection. Il effectue ensuite d'autres travaux pour la même église en 1560, 1564, et 1567.

### Attributions
De belles verrières ornaient les baies du Couvent des Jacobins de Laval, entre autres une sur le grand portail d'entrée. Elle aurait été peinte par Simon de Heemsce. Elle était, dit Jacques Le Blanc de la Vignolle, très admirée.
Plusieurs vitraux sont attribués par plusieurs historiens à Simon de Heemsce :
- d'importantes verrières qui décorent encore la cathédrale de Dol-de-Bretagne[14] ;
- verrière de l' Arbre de Jessé[15], de l'église de Montaudin datée de 1544[16] ;
- verrière de l' Annonciation de l'Église de La Bazouge-des-Alleux ;
- verrière de l'église de Saint-Mars-sur-Colmont[17] : écusson aux armes de la famille de la Palu, scènes de l'Annonciation, la Crucifixion et saint Jean-Baptiste ;
- verrière du Crucifiement de l'église de Martigné[18].

Plusieurs des vitraux attribués à Simon de Heemsce sont restaurés au début du XXe siècle par Auguste Alleaume :
- verrière de l' Arbre de Jessé de l'église de Montaudin ;
- verrière de l' Annonciation de l'Église de La Bazouge-des-Alleux.

#### Religion
Simon de Heemsce se trouve décrit comme Huguenot à la suite d'une enquête menée en 1545 dans le Comté de Laval dans une dénonciation au Parlement de Paris en 1553. Il est comme soupçonné d'hérésie. Cette accusation semble fausse, Simon ayant continué son activité artistique par la suite.

#### Continuation
À la fin du XVIe siècle, des membres de sa famille se marient à Vitré. Pierre de Heemsce, de Vitré, épouse en 1583 Louise Geffroy. Son fils Pierre, seigneur de la Bretonnière, né en 1595. Il est possible qu'il ait travaillé à la Collégiale Sainte-Marie-Madeleine de Champeaux.